# Свіссевейл (Нью-Гемпшир)
Свіссевейл (англ. Suissevale) — переписна місцевість (CDP) в США, в окрузі Керролл штату Нью-Гемпшир. Населення — 328 осіб (2020).

## Географія
Свіссевейл розташований за координатами 43°43′23″ пн. ш. 71°21′47″ зх. д. / 43.72306° пн. ш. 71.36306° зх. д. (43.723033, -71.363110).  За даними Бюро перепису населення США в 2010 році переписна місцевість мала площу 3,05 км², з яких 3,04 км² — суходіл та 0,01 км² — водойми.

## Демографія
Згідно з переписом 2010 року, у переписній місцевості мешкало 249 осіб у 115 домогосподарствах у складі 87 родин. Густота населення становила 82 особи/км².  Було 546 помешкань (179/км²).
Расовий склад населення:
| - 97,6 % — білих |

До двох чи більше рас належало 2,4 %. Частка іспаномовних становила 0,4 % від усіх жителів.
За віковим діапазоном населення розподілялося таким чином: 15,7 % — особи молодші 18 років, 63,8 % — особи у віці 18—64 років, 20,5 % — особи у віці 65 років та старші. Медіана віку мешканця становила 52,6 року. На 100 осіб жіночої статі у переписній місцевості припадало 84,4 чоловіків;  на 100 жінок у віці від 18 років та старших — 87,5 чоловіків також старших 18 років.
Цивільне працевлаштоване населення становило 51 особа. Основні галузі зайнятості: транспорт — 19,6 %, освіта, охорона здоров'я та соціальна допомога — 19,6 %, фінанси, страхування та нерухомість — 17,6 %, науковці, спеціалісти, менеджери — 15,7 %.